# Activision Anthology
Activision Anthology é uma compilação da maioria dos jogos do Atari 2600 da Activision para vários sistemas de jogos. também inclui jogos que foram lançados originalmente pela Absolute Entertainment e Imagic, bem como vários jogos homebrew. as versões para Microsoft Windows e Mac OS X são intituladas Activision Anthology: Remix Edition e incluem a maioria dos jogos, a versão para PlayStation Portable é intitulada Activision Hits Remixed.
O jogo apresenta a jogabilidade original do Atari 2600 emulado em sistemas modernos. Após atingir altas pontuações em alguns dos jogos, o jogador pode desbloquear modos especiais onde as cores são distorcidas ou o jogo é projetado em um cubo giratório como dificuldade adicional.
Activision Anthology usa um quarto de criança virtual como menu principal. O jogador pode selecionar vários pontos de vista para verificar as pontuações mais altas, escolher um cartucho de videogame de um suporte giratório, alterar a música de fundo em um deck de fita virtual ou alterar as configurações do jogo enquanto está sendo ampliado em um Atari 2600 virtual. O deck de fita virtual apresenta várias faixas de música licenciadas dos anos 1980. A música do deck de fita virtual pode ser mixada com o áudio do jogo Atari 2600 para que ambos sejam audíveis para simular o jogo na TV enquanto a fita está sendo executada em segundo plano.
Seis títulos Atari 2600 produzidos pela Activision não foram incluídos no Activision Anthology, provavelmente devido à propriedade externa de suas respectivas licenças. Os jogos excluídos são Commando, Double Dragon, Ghostbusters, Ghostbusters II, Kung Fu Master, e Rampage, embora a Capcom tenha dado à Activision os direitos de colocar Commando nas versões PlayStation 2, Windows e Mac OS X do Activision Anthology.  Ghostbusters II foi cancelado antes que a Activision pudesse lançá-lo, mas a Salu o lançou na Europa com seu nome em 1992. O título da Absolute Entertainment, Pete Rose Baseball, foi renomeado para Baseball.

## Versão do Portable
A versão Game Boy Advance tem a maioria dos jogos entre as versões portáteis, incluindo sete jogos homebrew que não aparecem em nenhuma das outras versões. Ela não inclui os 19 jogos Imagic ou Commando, nem toca música durante o jogo. No entanto, ela tem quatro faixas de música personalizadas no estilo dos anos 1980 que tocam nas telas de menu.
A versão para PlayStation Portable inclui três dos jogos da Imagic, Atlantis, Demon Attack e Moonsweeper, quase todos os jogos da Activision, emulação de velocidade máxima e as músicas dos anos 1980 apresentadas nas versões para PlayStation 2 e computador, mas não inclui Commando, os quatro jogos da Absolute Entertainment, jogos exclusivos dos outros lançamentos ou os títulos homebrew. A versão para PSP também não tinha a possibilidade de salvar pontuações altas e extras desbloqueados, então quando o jogador saía do jogo, todo o progresso era perdido.
Também foi lançada uma versão para celulares com três títulos. Incluía H.E.R.O., Pitfall!, e River Raid.
Uma versão para o digiBlast foi lançada em 31 de dezembro de 2005, que incluía 5 títulos. Esses títulos são H.E.R.O., Tennis, Megamania, Grand Prix, and Demon Attack.
Activision Anthology foi lançado para dispositivos Android e iOS em 30 de agosto de 2012. O jogo Kaboom! é oferecido como um jogo gratuito inicial, enquanto o resto dos jogos foram oferecidos como uma compra no aplicativo. Essas versões incluem o jogo Imagic Dragonfire, mas não incluem os jogos homebrew, os jogos da Absolute Entertainment ou Commando. Essas versões também não contêm nenhuma das músicas licenciadas dos anos 1980.

## Lista dos jogos
Há um total de 76 jogos em cada versão combinada. Certos jogos não aparecem em algumas versões e são mencionados de acordo.
| Título                    | Lançamento original | Windows | Mac | PS2 | GBA | digiBlast | Android | iOS | PSP | Desenvolvedora         | Comentarios                                 |
| ------------------------- | ------------------- | ------- | --- | --- | --- | --------- | ------- | --- | --- | ---------------------- | ------------------------------------------- |
| Activision prototype #1   | —                   | Sim     | Sim | Não | Sim | Não       | Não     | Não | Não | Activision             | Protótipo desconhecido                      |
| Atlantis                  | 1982                | Sim     | Sim | Sim | Não | Não       | Sim     | Sim | Sim | Imagic                 |                                             |
| Atlantis II               | —                   | Sim     | Sim | Não | Não | Não       | Não     | Não | Não | Imagic                 |                                             |
| Barnstorming              | 1982                | Sim     | Sim | Sim | Sim | Não       | Sim     | Sim | Sim | Activision             |                                             |
| Baseball                  | 1988                | Sim     | Sim | Sim | Sim | Não       | Não     | Não | Não | Absolute Entertainment | Título original Pete Rose Baseball          |
| Beamrider                 | 1983                | Sim     | Sim | Sim | Sim | Não       | Sim     | Sim | Sim | Activision             |                                             |
| Bloody Human Freeway      | —                   | Sim     | Sim | Não | Sim | Não       | Não     | Não | Não | Activision             | Versão originalmente não lançada de Freeway |
| Boxing                    | 1980                | Sim     | Sim | Sim | Sim | Não       | Sim     | Sim | Sim | Activision             |                                             |
| Bridge                    | 1980                | Sim     | Sim | Sim | Sim | Não       | Sim     | Sim | Sim | Activision             |                                             |
| Checkers                  | 1980                | Sim     | Sim | Sim | Sim | Não       | Sim     | Sim | Sim | Activision             |                                             |
| Chopper Command           | 1982                | Sim     | Sim | Sim | Sim | Não       | Sim     | Sim | Sim | Activision             |                                             |
| Climber 5                 | —                   | Sim     | Sim | Não | Sim | Não       | Não     | Não | Não | Homebrew               |                                             |
| Commando                  | 1988                | Sim     | Sim | Sim | Não | Não       | Não     | Não | Não | Activision             |                                             |
| Cosmic Ark                | 1982                | Sim     | Sim | Não | Não | Não       | Não     | Não | Não | Imagic                 |                                             |
| Cosmic Commuter           | 1984                | Sim     | Sim | Sim | Sim | Não       | Sim     | Sim | Sim | Activision             |                                             |
| Crackpots                 | 1983                | Sim     | Sim | Sim | Sim | Não       | Sim     | Sim | Sim | Activision             |                                             |
| Decathlon                 | 1983                | Sim     | Sim | Sim | Sim | Não       | Sim     | Sim | Sim | Activision             |                                             |
| Demon Attack              | 1982                | Sim     | Sim | Sim | Não | Sim       | Sim     | Sim | Sim | Imagic                 |                                             |
| Dolphin                   | 1983                | Sim     | Sim | Sim | Sim | Não       | Sim     | Sim | Sim | Activision             |                                             |
| Dragonfire                | 1982                | Sim     | Sim | Não | Não | Não       | Sim     | Sim | Não | Imagic                 |                                             |
| Dragster                  | 1980                | Sim     | Sim | Sim | Sim | Não       | Sim     | Sim | Sim | Activision             |                                             |
| Enduro                    | 1983                | Sim     | Sim | Sim | Sim | Não       | Sim     | Sim | Sim | Activision             |                                             |
| Fathom                    | —                   | Sim     | Sim | Não | Não | Não       | Não     | Não | Não | Imagic                 |                                             |
| Fire Fighter              | —                   | Sim     | Sim | Não | Não | Não       | Não     | Não | Não | Imagic                 |                                             |
| Fishing Derby             | 1980                | Sim     | Sim | Sim | Sim | Não       | Sim     | Sim | Sim | Activision             |                                             |
| Freeway                   | 1981                | Sim     | Sim | Sim | Sim | Não       | Sim     | Sim | Sim | Activision             |                                             |
| Frostbite                 | 1983                | Sim     | Sim | Sim | Sim | Não       | Sim     | Sim | Sim | Activision             |                                             |
| Grand Prix                | 1982                | Sim     | Sim | Sim | Sim | Sim       | Sim     | Sim | Sim | Activision             |                                             |
| H.E.R.O.                  | 1984                | Sim     | Sim | Sim | Sim | Sim       | Sim     | Sim | Sim | Activision             |                                             |
| Hard Head                 | —                   | Sim     | Sim | Não | Sim | Não       | Não     | Não | Não | Activision             | Protótipo não lançado                       |
| Ice Hockey                | 1981                | Sim     | Sim | Sim | Sim | Não       | Sim     | Sim | Sim | Activision             |                                             |
| Kabobber                  | —                   | Sim     | Sim | Sim | Sim | Não       | Sim     | Sim | Sim | Activision             | Inédito anteriormente                       |
| Kaboom!                   | 1981                | Sim     | Sim | Sim | Sim | Não       | Sim     | Sim | Sim | Activision             |                                             |
| Keystone Kapers           | 1983                | Sim     | Sim | Sim | Sim | Não       | Sim     | Sim | Sim | Activision             |                                             |
| Laser Blast               | 1981                | Sim     | Sim | Sim | Sim | Não       | Sim     | Sim | Sim | Activision             |                                             |
| Laser Gates               | —                   | Sim     | Sim | Não | Não | Não       | Não     | Não | Não | Imagic                 |                                             |
| Megamania                 | 1982                | Sim     | Sim | Sim | Sim | Sim       | Sim     | Sim | Sim | Activision             |                                             |
| Moonsweeper               | 1982                | Sim     | Sim | Sim | Não | Não       | Sim     | Sim | Sim | Imagic                 |                                             |
| No Escape!                | —                   | Sim     | Sim | Não | Não | Não       | Não     | Não | Não | Imagic                 |                                             |
| Oink!                     | 1983                | Sim     | Sim | Sim | Sim | Não       | Sim     | Sim | Sim | Activision             |                                             |
| Okie Dokie                | —                   | Sim     | Sim | Não | Sim | Não       | Não     | Não | Não | Homebrew               |                                             |
| Oystron                   | —                   | Sim     | Sim | Não | Sim | Não       | Não     | Não | Não | Homebrew               |                                             |
| Pitfall!                  | 1982                | Sim     | Sim | Sim | Sim | Não       | Sim     | Sim | Sim | Activision             |                                             |
| Pitfall II: Lost Caverns  | 1984                | Sim     | Sim | Sim | Sim | Não       | Sim     | Sim | Sim | Activision             |                                             |
| Plaque Attack             | 1983                | Sim     | Sim | Sim | Sim | Não       | Sim     | Sim | Sim | Activision             |                                             |
| Pressure Cooker           | 1983                | Sim     | Sim | Sim | Sim | Não       | Sim     | Sim | Sim | Activision             |                                             |
| Private Eye               | 1984                | Sim     | Sim | Sim | Sim | Não       | Sim     | Sim | Sim | Activision             |                                             |
| Quick Step                | —                   | Sim     | Sim | Não | Não | Não       | Não     | Não | Não | Imagic                 |                                             |
| Riddle of the Sphinx      | —                   | Sim     | Sim | Não | Não | Não       | Não     | Não | Não | Imagic                 |                                             |
| River Raid                | 1982                | Sim     | Sim | Sim | Sim | Não       | Sim     | Sim | Sim | Activision             |                                             |
| River Raid II             | 1988                | Sim     | Sim | Sim | Sim | Não       | Sim     | Sim | Sim | Activision             |                                             |
| Robot Tank                | 1983                | Sim     | Sim | Sim | Sim | Não       | Sim     | Sim | Sim | Activision             |                                             |
| Seaquest                  | 1983                | Sim     | Sim | Sim | Sim | Não       | Sim     | Sim | Sim | Activision             |                                             |
| Shootin' Gallery          | —                   | Sim     | Sim | Não | Não | Não       | Não     | Não | Não | Imagic                 |                                             |
| Skate Boardin'            | 1987                | Sim     | Sim | Não | Sim | Não       | Não     | Não | Não | Absolute Entertainment |                                             |
| Skeleton+                 | —                   | Sim     | Sim | Não | Sim | Não       | Não     | Não | Não | Homebrew               |                                             |
| Skiing                    | 1980                | Sim     | Sim | Sim | Sim | Não       | Sim     | Sim | Sim | Activision             |                                             |
| Sky Jinks                 | 1982                | Sim     | Sim | Sim | Sim | Não       | Sim     | Sim | Sim | Activision             |                                             |
| Sky Patrol                | —                   | Sim     | Sim | Não | Não | Não       | Não     | Não | Não | Imagic                 |                                             |
| Solar Storm               | —                   | Sim     | Sim | Não | Não | Não       | Não     | Não | Não | Imagic                 |                                             |
| Space Shuttle             | 1983                | Sim     | Sim | Sim | Sim | Não       | Sim     | Sim | Sim | Activision             |                                             |
| Space Treat Deluxe        | —                   | Sim     | Sim | Não | Sim | Não       | Não     | Não | Não | Homebrew               |                                             |
| Spider Fighter            | 1982                | Sim     | Sim | Sim | Sim | Não       | Sim     | Sim | Sim | Activision             |                                             |
| Stampede                  | 1981                | Sim     | Sim | Sim | Sim | Não       | Sim     | Sim | Sim | Activision             |                                             |
| Starmaster                | 1982                | Sim     | Sim | Sim | Sim | Não       | Sim     | Sim | Sim | Activision             |                                             |
| Star Voyager              | —                   | Sim     | Sim | Não | Não | Não       | Não     | Não | Não | Imagic                 |                                             |
| Subterranea               | —                   | Sim     | Sim | Não | Não | Não       | Não     | Não | Não | Imagic                 |                                             |
| Tennis                    | 1981                | Sim     | Sim | Sim | Sim | Sim       | Sim     | Sim | Sim | Activision             |                                             |
| Thwocker                  | —                   | Sim     | Sim | Sim | Sim | Não       | Sim     | Sim | Sim | Activision             | Protótipo não lançado                       |
| Title Match Pro Wrestling | 1987                | Sim     | Sim | Sim | Sim | Não       | Não     | Não | Não | Absolute Entertainment |                                             |
| Tomcat F14                | 1988                | Sim     | Sim | Sim | Sim | Não       | Não     | Não | Não | Absolute Entertainment |                                             |
| Trick Shot                | 1982                | Sim     | Sim | Não | Não | Não       | Não     | Não | Não | Imagic                 |                                             |
| Vault Assault             | —                   | Sim     | Sim | Não | Sim | Não       | Não     | Não | Não | Homebrew               |                                             |
| Venetian Blinds           | —                   | Sim     | Sim | Não | Sim | Não       | Não     | Não | Não | Activision             | Demonstração de tecnologia não lançada      |
| Video Euchre              | —                   | Sim     | Sim | Não | Sim | Não       | Não     | Não | Não | Homebrew               |                                             |
| Wing War                  | —                   | Sim     | Sim | Não | Não | Não       | Não     | Não | Não | Imagic                 |                                             |

## Recepção
O jogo recebeu críticas geralmente positivas e foi elogiado principalmente na Internet por sua homenagem espirituosa ao Atari 2600.